# 바젤 은행 감독 위원회

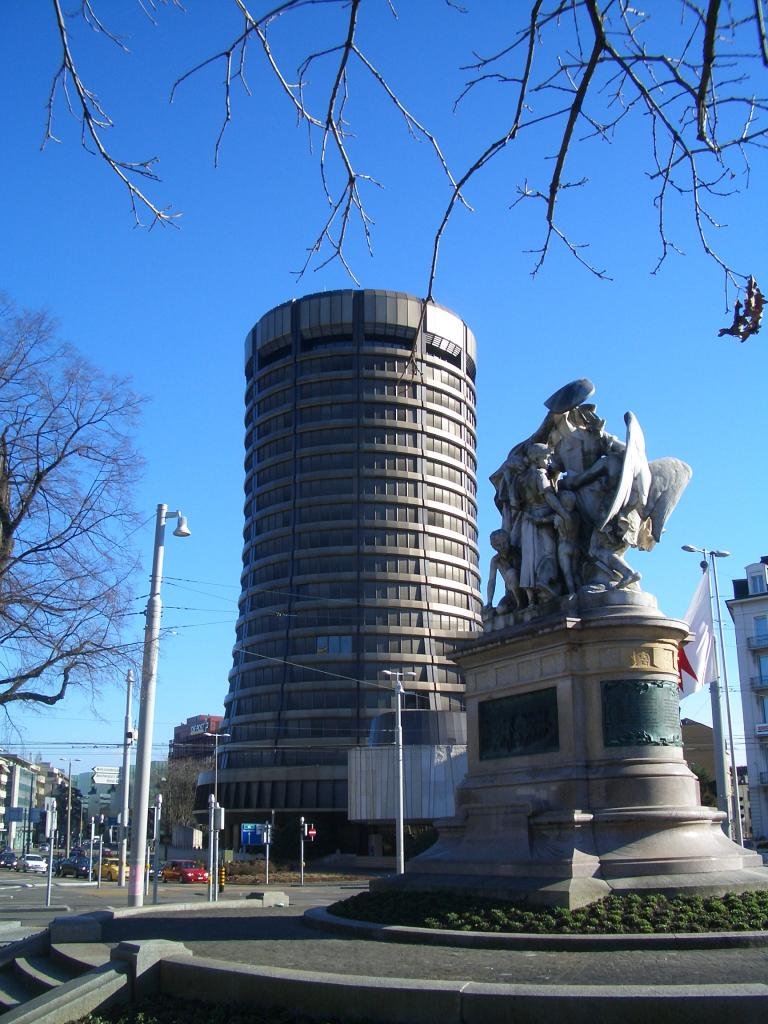

바젤은행감독위원회( -  銀行監督委員會, 영어: Basel Committee on Banking Supervision, BCBS)는 국제결제은행 산하 위원회로 감독당국 간 현안을 협의하고 국제적인 감독 기준을 제정하는 곳이다.

## 설립
1974.6월 독일 Herstatt Bankhaus 파산에 따른 국제 통화·금융시장의 불안정 이후, G-10 국가 중앙은행 총재회의의 결의로 은행감독에 관한 각국간 협력증대를 위해 국제결제은행(BIS) 산하 위원회로 1974.12월 설립되었다.

## 주요 기능
BIS 자기자본비율 등 은행감독과 관련한 국제표준 제정, 각국 감독당국간 협력 및 정보교환 등의 기능을 수행하고 있다.
- 은행의 자기자본비율 등 은행감독관련 국제표준 제정
- 감독업무의 질적수준 향상 및 가이드라인 개발
- 각국 감독제도의 잠재적 애로요인에 대한 조기경보체제 개선
- 각국 감독당국간 협력증진 및 정보교환 촉진

## 회원국
최초 G-10 국가(미국, 일본, 독일, 영국, 프랑스, 이탈리아, 캐나다, 네덜란드, 벨기에, 스웨덴)를 회원국으로 하였으며 1964년 스위스가 G-10국가로 활동하면서 회원국에 추가되었고 이후 스페인, 룩셈부르크가 회원국으로 승인되었다. 또한 2009년 3월 15일 대한민국과 함께 호주, 브라질, 러시아, 중국, 인도, 멕시코가 신규 가입함에 따라 현재는 20개 국가로 구성되어 있다.
- 대한민국
- 벨기에
- 캐나다
- 프랑스
- 독일
- 이탈리아
- 네덜란드
- 스웨덴
- 스위스
- 영국
- 미국
- 룩셈부르크
- 스페인
- 오스트레일리아
- 브라질
- 중국
- 인도
- 멕시코
- 러시아
- 일본

## 조직
- 의장(Chairman) : Nout Wellink 네덜란드중앙은행 총재
- 사무국(Secretariat) : 스위스 바젤의 BIS 본부에 위치
- 4개의 주요 전문하위조직(sub-committees)